# Steinbruch Ebersdorf
Der Steinbruch Ebersdorf ist ein Steinbruch westlich von Ebersdorf in der Gemeinde Klein-Pöchlarn.
Er befindet sich in der Flur Grammern an der südöstlichen Flanke des Rindfleischberges und liegt unmittelbar an der Bahnlinie und der Donauuferbahn und der Donau Straße. Er wurde von dem Bauunternehmen Malaschofsky aus Marbach an der Donau betrieben und anfangs der 21. Jahrhunderts stillgelegt. in jüngster Zeit wurde er als Eventlocation entdeckt.
Im Steinbruch wurden hauptsächlich Gneis und Granulit gebrochen. Von Interesse ist der Steinbruch, weil diese zahlreiche mineralische Einschlüsse enthalten.

## Belege
1. ↑  Steinbruch Lehen-Ebersdorf. In: Mineralienatlas Lexikon. Geolitho Stiftung, abgerufen am 14. Juli 2022.

Koordinaten: 48° 13′ 22,1″ N, 15° 14′ 47,7″ O